# 小倉智昭のニュースアタックル
小倉智昭のニュースアタックル（おぐらともあきのニュースアタックル）は、文化放送で1992年1月6日 - 10月2日まで、毎週月曜日 - 金曜日の17時 - 17時50分まで放送していた、夕方のワイド番組。小倉智昭は1991年9月まで、平日朝ワイド（当時は7:00-9:00）『小倉智昭の時計の針はいま何時』（1987年4月 - 1991年9月）を担当していた。その後、3ヶ月振りに再登板となった。

## 番組沿革
1990年4月9日 - 1992年1月3日まで続いた『走れ! やじうまン!!』（パーソナリティは、西山弘道文化放送 報道部デスク=2005年10月をもって退社）の後番組として、急遽立ち上がった番組と言われている。アシスタントは、館野順子が担当していた。

## 概要
オープニングが始まった後、『ニュース・パレード」へ突入する フォーマットだったため、同時刻他局の様なフリートークも話せない程の忙しさだった。
『ニュース・パレード』が終わると、文化放送 報道部記者の生レポート中心の内容が多かった。夕方の道路交通情報も、2回挿入していた。番組のエンディング前には、東京都からのお知らせを伝える『都民マイク』が放送された。
放送当時、当番組の直前に放送していた『いう気リンリン 那智チャコワイド』が、1992年10月2日で最終回を迎え、『吉田照美のやる気MANMAN!』の放送時間が3時間に拡大（1992年10月2日までは、13:00 - 15:00のワイド番組だった）したことに伴い、当番組も時間枠を拡大することになり、『小倉智昭の夕焼けアタックル』になった。

## パーソナリティ・アシスタント
パーソナリティ: 小倉智昭
アシスタント: 館野順子

## タイムテーブル
- 17:00：オープニング → ニュース・パレード（同時刻のネット局ではBGMでのオープニング）
- 17:14：交通情報
- 17:17：現場にアタックル パート1
- 17:25：現場にアタックル パート2
- 17:35：今日に一言
- 17:40：交通情報
- 17:43：都民マイク
- 17:48：エンディング、この後の番組案内

| 文化放送 平日17時枠           | 文化放送 平日17時枠          | 文化放送 平日17時枠        |
| 前番組                        | 番組名                       | 次番組                     |
| ----------------------------- | ---------------------------- | -------------------------- |
| 走れ! やじうまン!!            | 小倉智昭のニュースアタックル | 小倉智昭の夕焼けアタックル |
| 文化放送 小倉智昭のラジオ番組 |                              |                            |
| 小倉智昭の時計の針はいま何時  | 小倉智昭のニュースアタックル | 小倉智昭の夕焼けアタックル |